# Jovelana
Jovelana (lat. Jovellana), biljni rod polugrmova i grmova iz porodice Calceolariaceae. 
Pripada mu 5 endemskih vrsta, tri iz Čilea i dvije sa Novog Zelanda

## Vrste
1. Jovellana guentheri Kraenzl.
2. Jovellana punctata Ruiz & Pav.
3. Jovellana repens (Hook.f.) Kraenzl.
4. Jovellana sinclairii (Hook.) Kraenzl.
5. Jovellana violacea (Cav.) G.Don